# Обнажение верхнеюрских отложений
Обнажение верхнеюрских отложений по правому берегу Куйбышевского водохранилища — памятник природы, занесённый в соответствующий кадастр как ООПТ Ульяновской области

## Описание
Представляет большую научную ценность. Из разреза на поверхность выходят юрские отложения волжского яруса. В большом количестве находится ископаемая фауна: позвонки ихтиозавров и плиозавров, раковины моллюсков. Некоторые ярусы находятся ниже уровня водохранилища. На территории запрещены строительные работы, раскопки, сбор геологических коллекций. Туристические экскурсии организуются Краеведческим музеем. Общая площадь 30 га.

## Основания для создания ООПТ и её значимость
Стратотип юрских и меловых отложений. Здесь найдены многочисленные находки позвоночной и беспозвоночной фауны. Со времен Паласса и Лепехина он является местом паломничества русских и иностранных геологов.

## Перечень основных объектов охраны
Обрывистый берег высотой 30—40 метров, протяжённостью 3 км от д. Городищи в сторону г. Ульяновска. Окаменелые останки позвоночных и беспозвоночных животных.